# Pejići
Pejići (en serbe cyrillique : Пејићи) est un village de Bosnie-Herzégovine. Il est situé sur le territoire de la ville de Prijedor et dans la république serbe de Bosnie. Selon les premiers résultats du recensement bosnien de 2013, il compte 324 habitants.

## Géographie
Le village est situé au bord de la rivière Sana, un affluent droit de l'Una ; son territoire est également bordé par la rivière Tomašica.

## Démographie

### Évolution historique de la population dans la localité
| 1948 | 1953 | 1961 | 1971 | 1981 | 1991 | 2013 |
| ---- | ---- | ---- | ---- | ---- | ---- | ---- |
| -    | -    | 472  | 513  | 645  | 424  | 324  |

|  |